# Ninh Bình (provins)
Ninh Bình är en provins i norra Vietnam. Provinsen består av två stadsdistrikt; Hoa Lư (huvudstaden) och Tam Diep; samt sex landsbygdsdistrikt: Gia Vien, Kim Son, Nho Quan, Yen Khanh och Yen Mo.

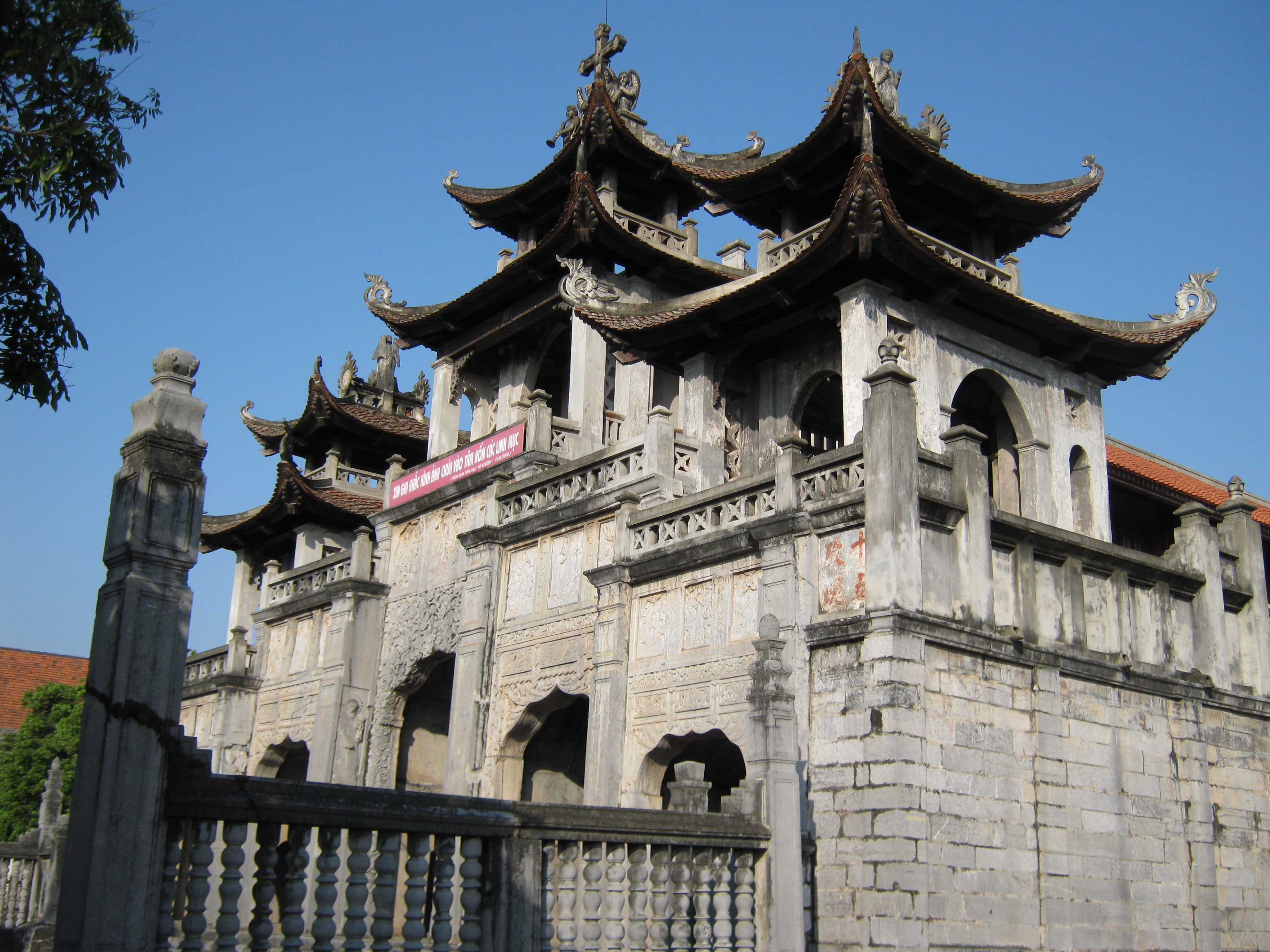
Phat Diem-Ninh Bình
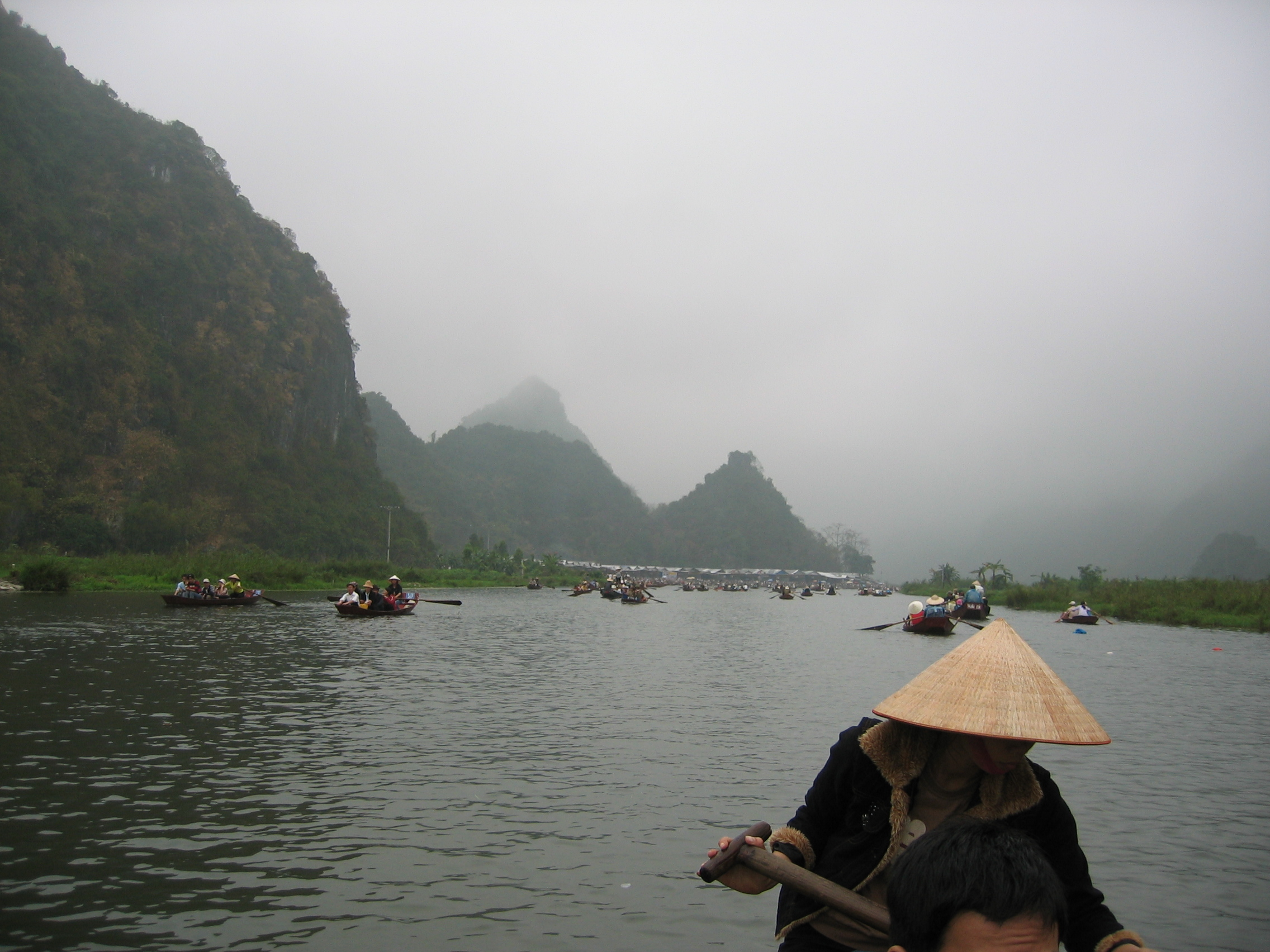
trois grottes-Ninh Bình
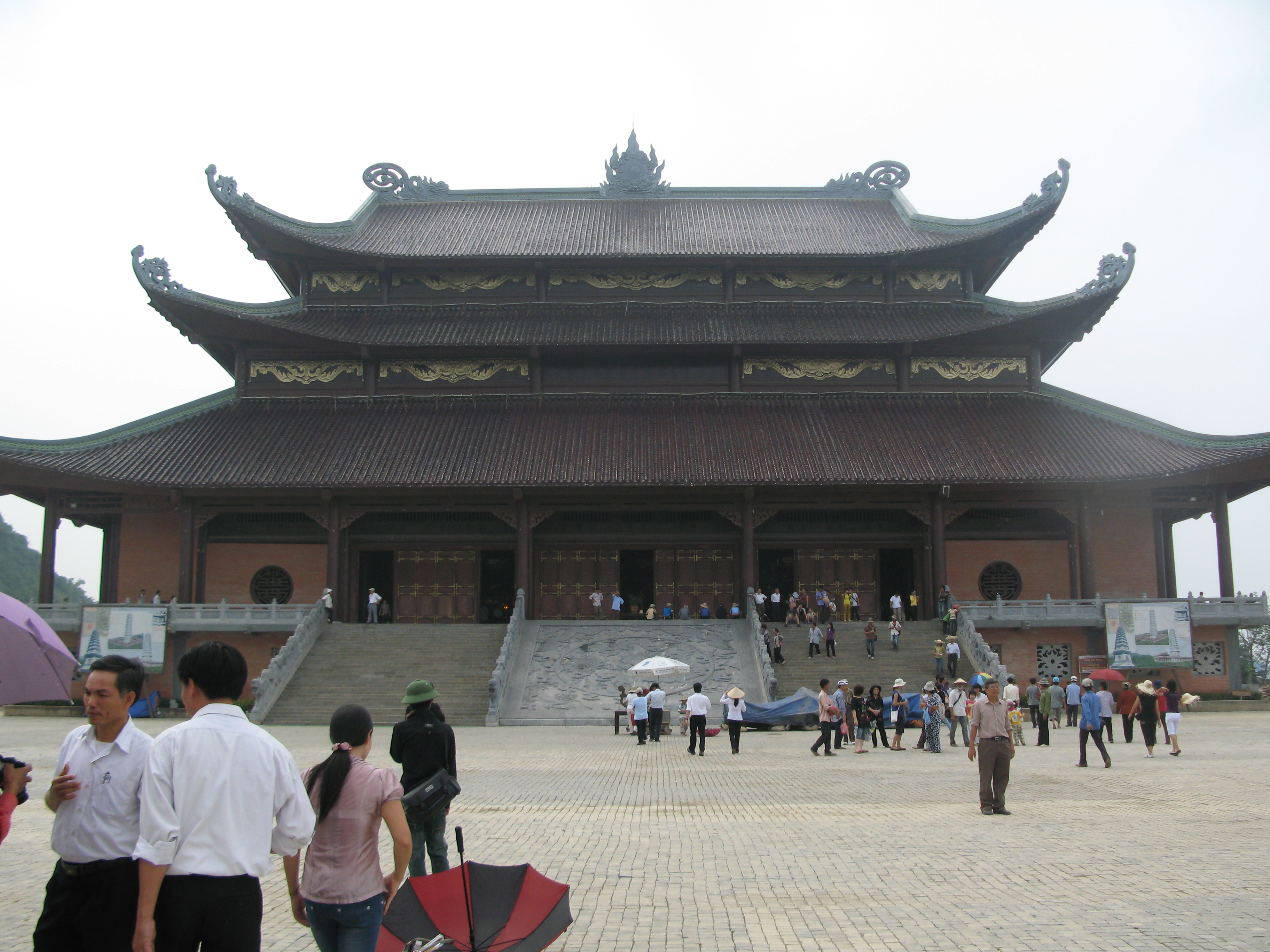
Bái Đính -Ninh Bình
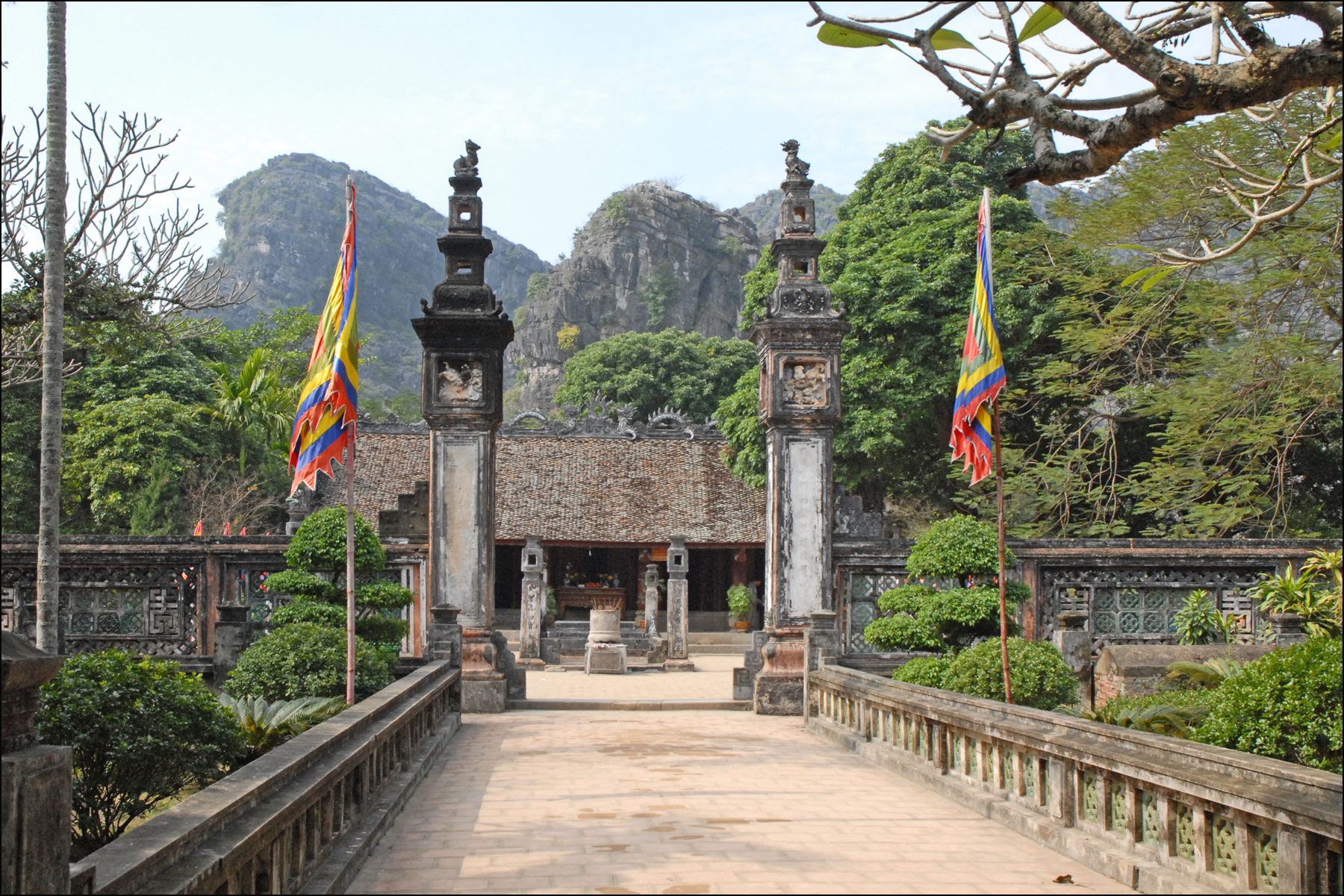
Hoa Lu-Ninh Bình
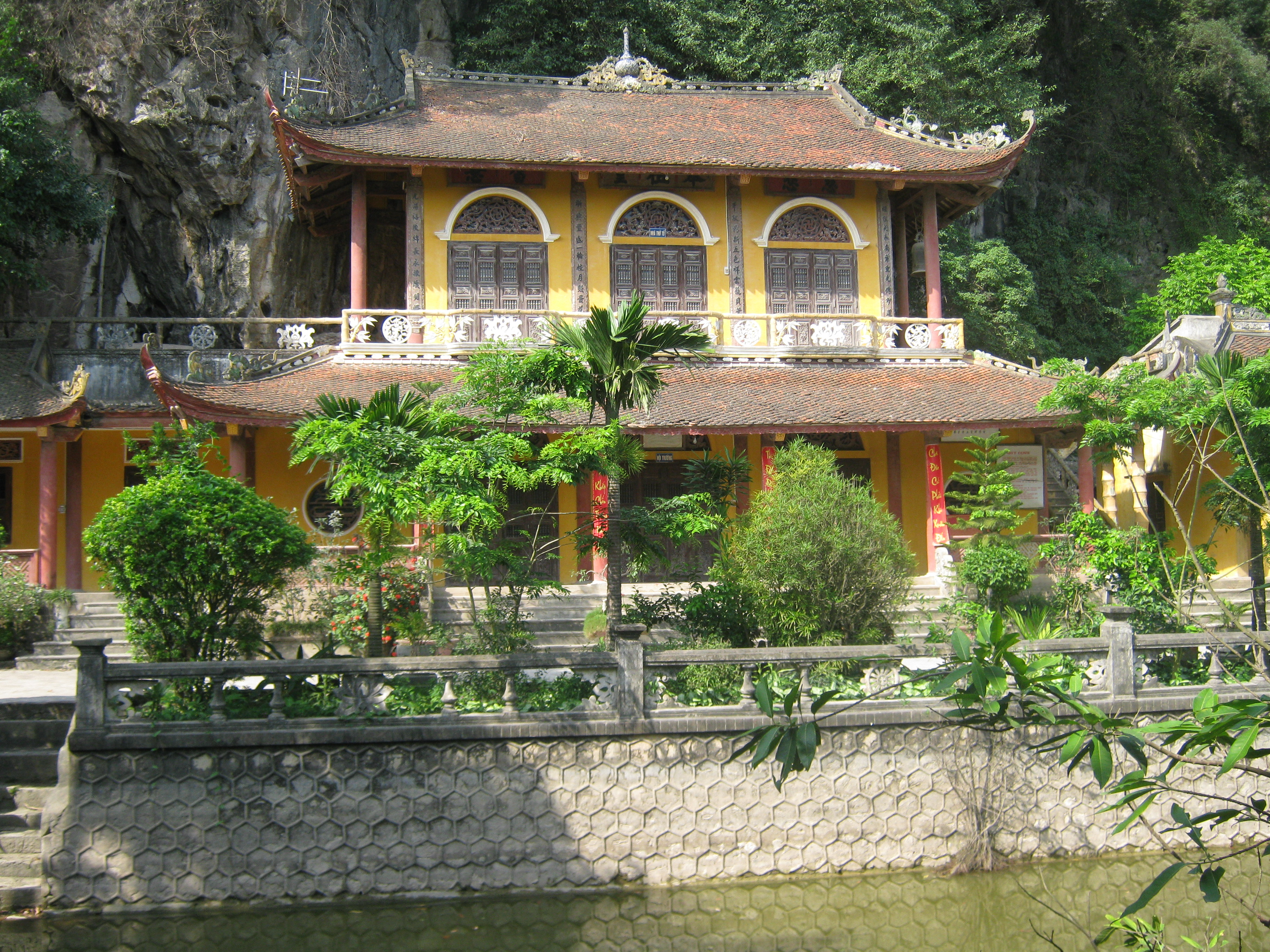
Dinh Long-Ninh Bình
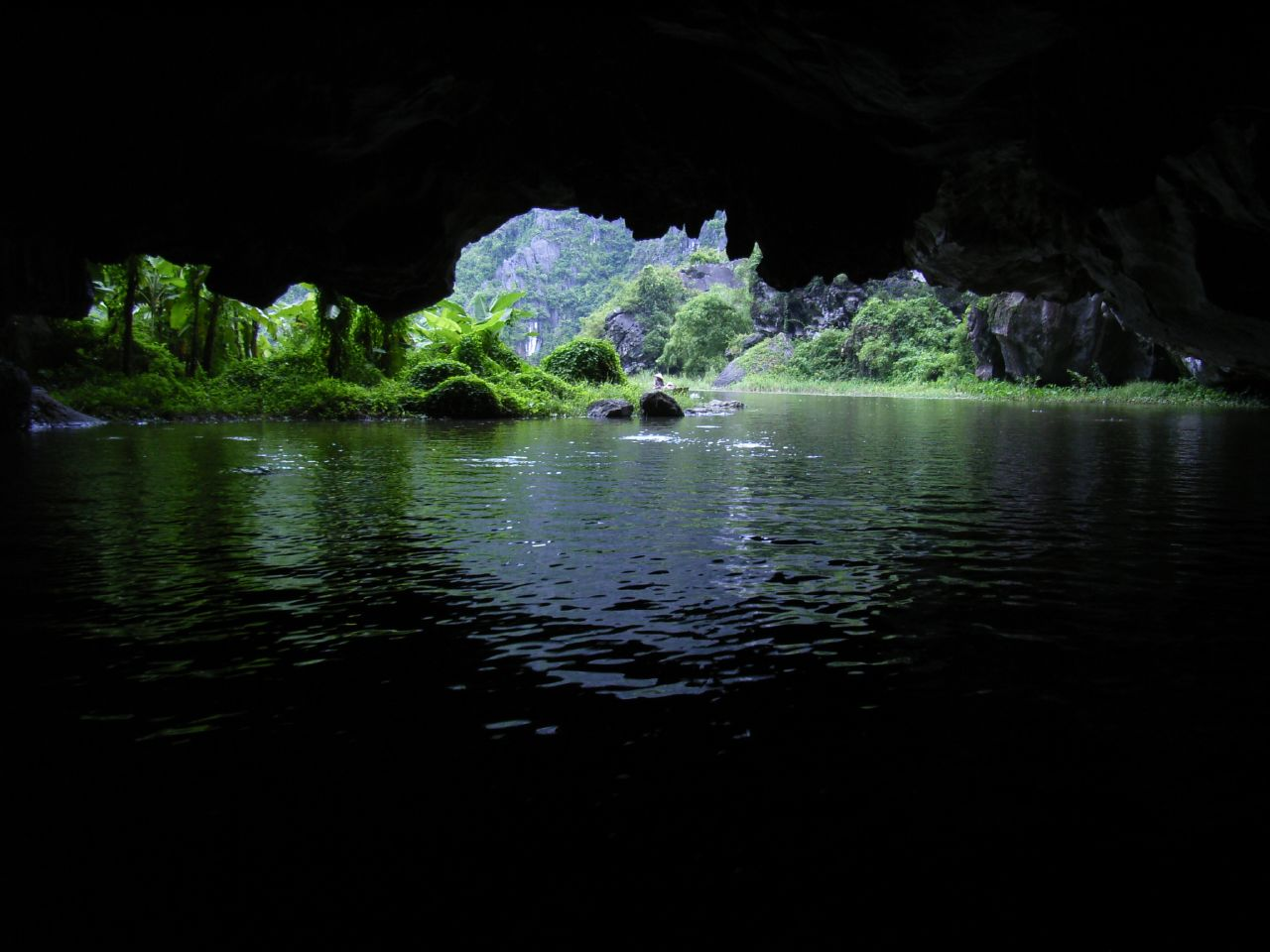
Tam Coc - Bich Dong